# Parkeisenbahn Siam Park City
| Parkeisenbahn Siam Park City | Parkeisenbahn Siam Park City |
| ---------------------------- | ---------------------------- |
| Depot der Parkeisenbahn      |                              |
| Spurweite:                   | 610 mm (2-Fuß-Spur)          |
|                              |                              |

Die Parkeisenbahn Siam Park City ist eine ehemalige Parkeisenbahn im Siam Park City in Bangkok.

## Infrastruktur
Siam Park City (thailändisch พระที่นั่งคูหาคฤหาสน์, RTGS Suan Sayam) ist ein Freizeit- und Themenpark im Khan Na Yao Bezirk von Bangkok, Thailand. Er wurde im November 1980 eröffnet. Für Beförderung der Besucher des Vergnügungsparks wurde auch eine Feldbahn gebaut. Die Strecke führte in einem großzügigen Rundkurs um das Gelände herum. Sicher ist aufgrund eines alten Planes und der noch liegenden Gleise (Stand September 2016), dass die Bahn im südöstlichen Teil des Parks nach Verlassen des Depot das Gelände teilweise auch außerhalb umfuhr und im südwestlichen Teil des Parks um den Wasserpark herumführte. Heute enden die Gleise nach Norden hin vor der Attraktion Dinotopia. Die Strecke war eingleisig, hatte eine Spurweite von 610 Millimetern, mehrere Ausweichen und bediente mehrere Haltepunkte. Die Abstellanlage für den Zug, der von einer Diesellokomotive gezogen wird, befand sich hinter der heutigen Attraktion Log Flume.

## Fahrzeuge
Im Jahre 1966 wurden vier baugleiche Feldbahn-Lokomotiven des Typs DS40/1 von der Diepholzer Maschinenfabrik Fritz Schöttler (Diema) mit den Fabriknummern 2886 bis 2889 an die Union Development Co. Ltd., Bangkok geliefert. Insgesamt baute Diema 25 Lokomotiven dieses Typs. Diese vier Maschinen wurden von der Parkeisenbahn erworben, als Nummern 1 bis 4 – nicht in der Reihenfolge der Fabriknummern – bezeichnet und sind auch heute noch in der ehemaligen, überdachten Abstellanlage abgestellt. Diema lieferte zusammen nur 6 Lokomotiven nach Thailand, die somit bis jetzt alle erhalten geblieben sind, neben den hier erwähnten 4 Maschinen sind dies zwei weitere als Denkmal bei einer Zuckerfabrik in Ko Kha. Ein Zug bestand aus fünf überdachten Personenwagen zu je zwei Achsen, die in den 1990er Jahren nochmals durch neuere Konstruktionen – beschriftet mit Siam Park Transportation Company – ersetzt wurden.

## Galerie

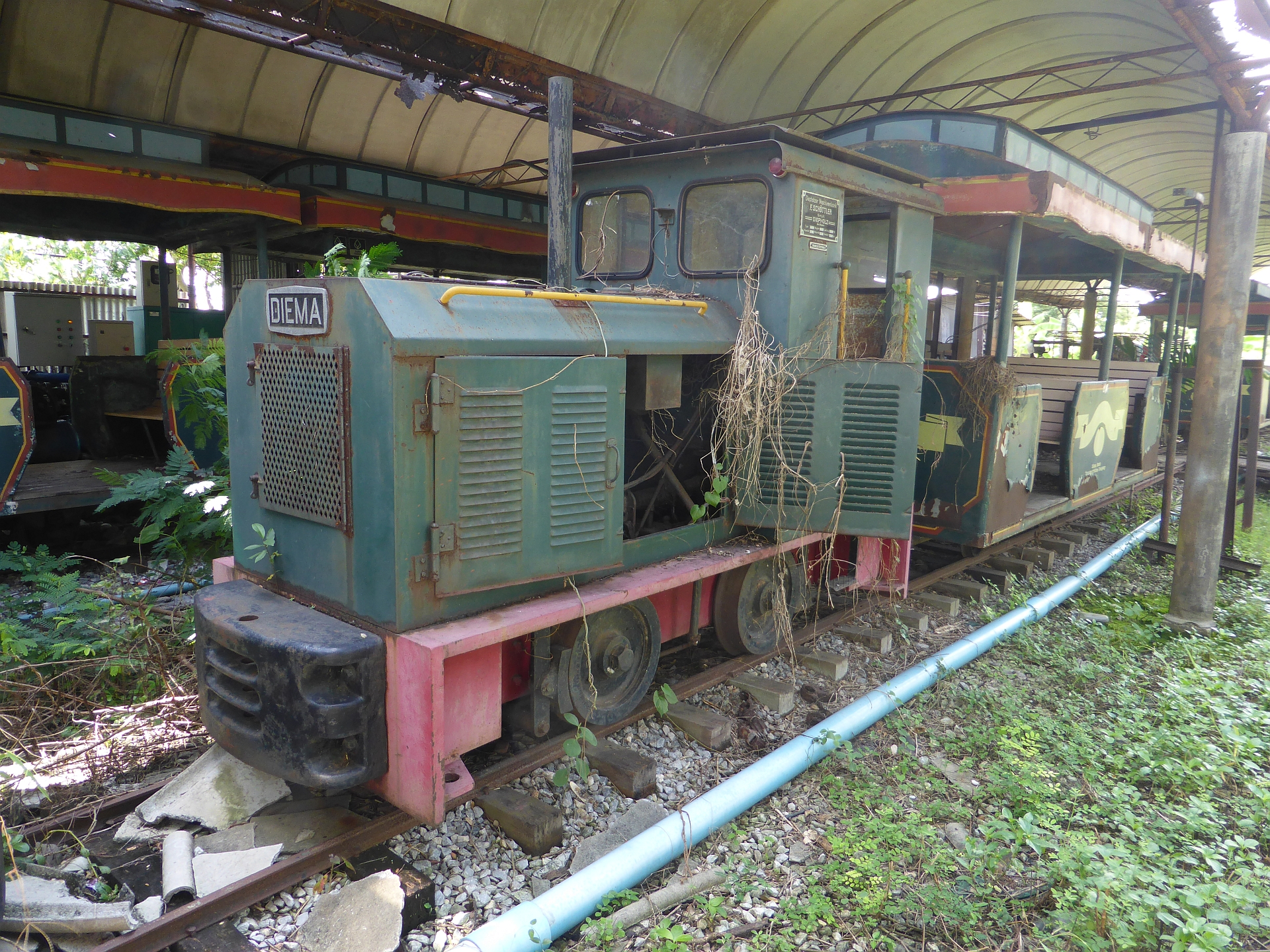
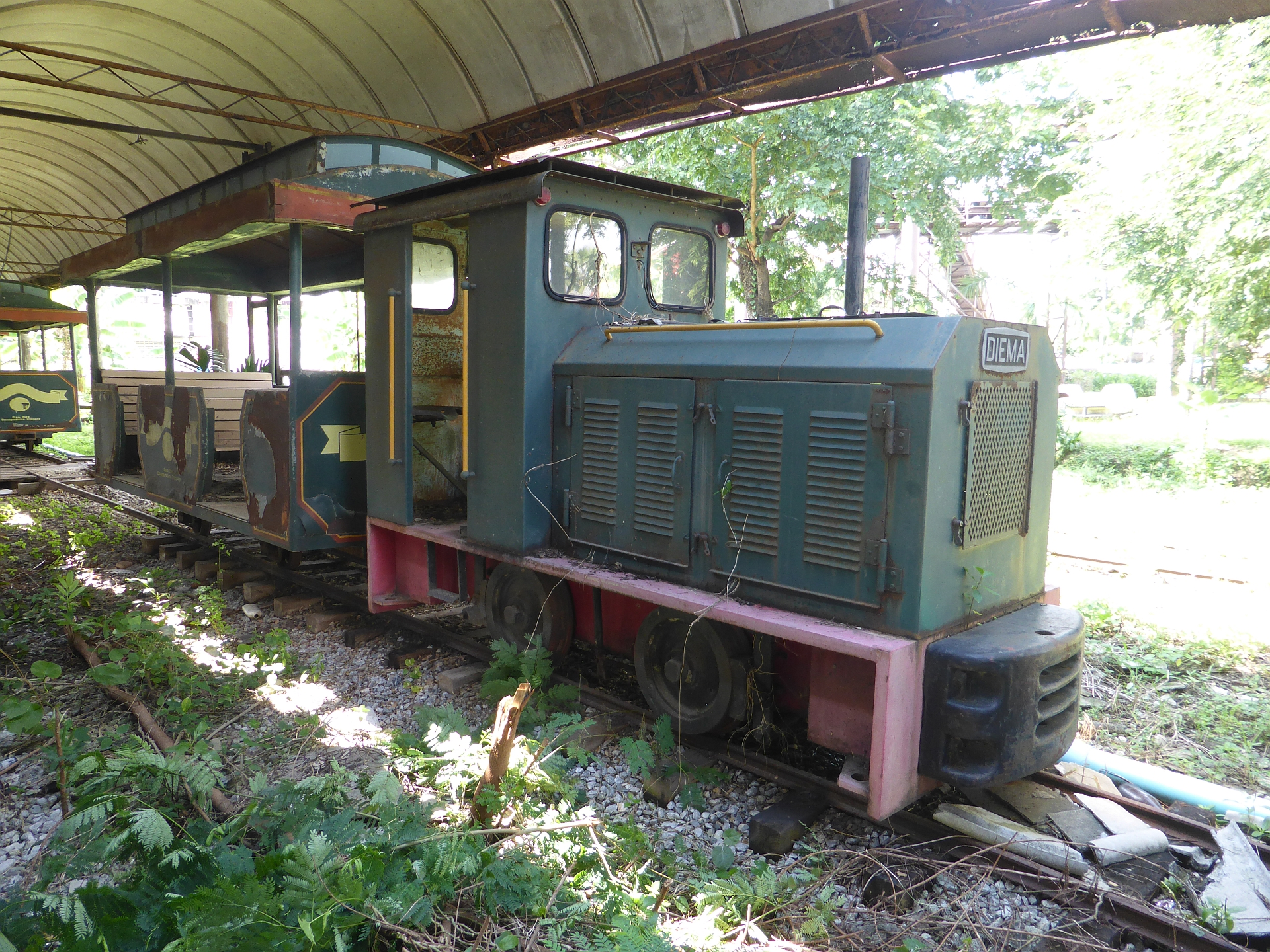
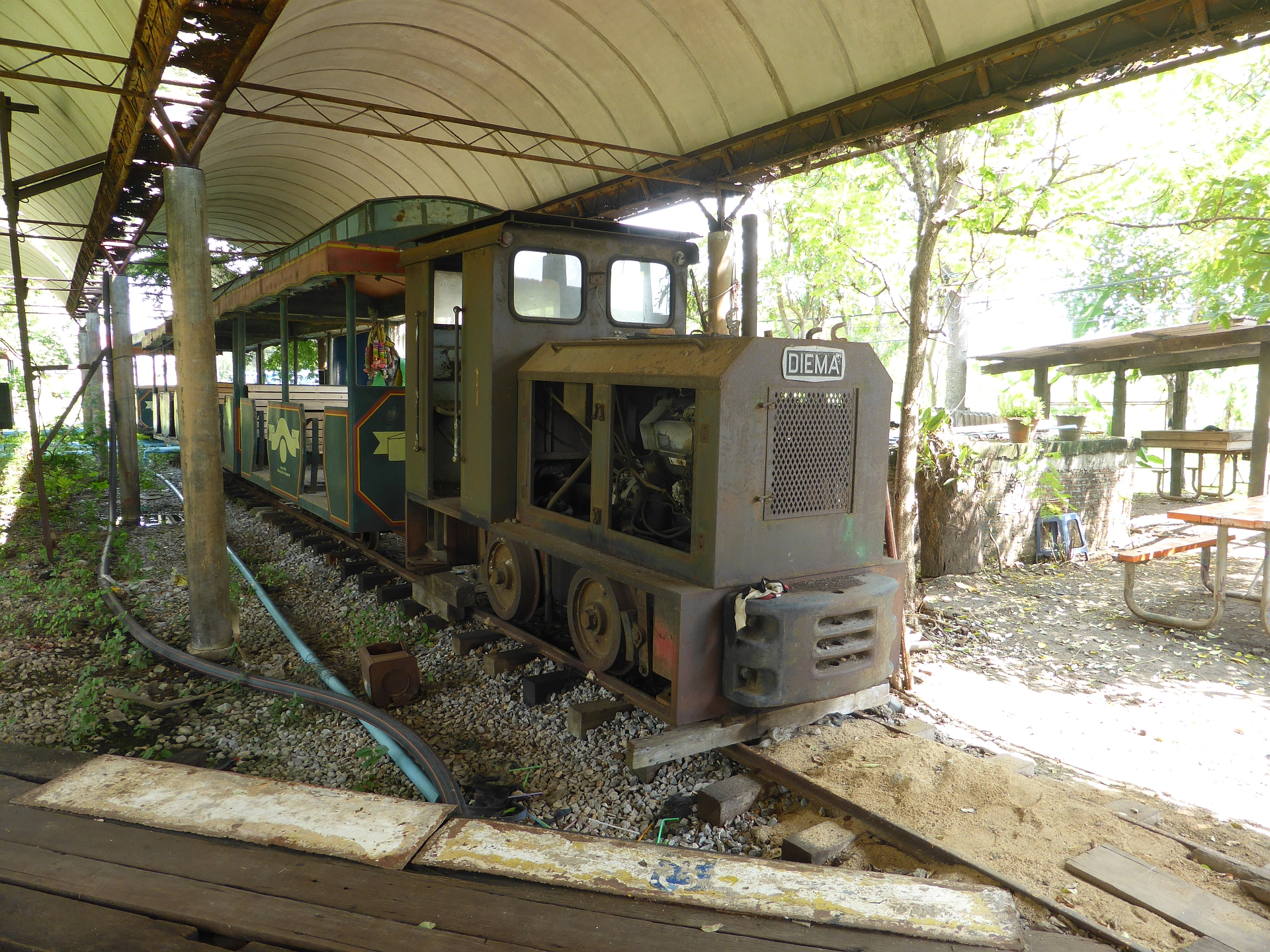
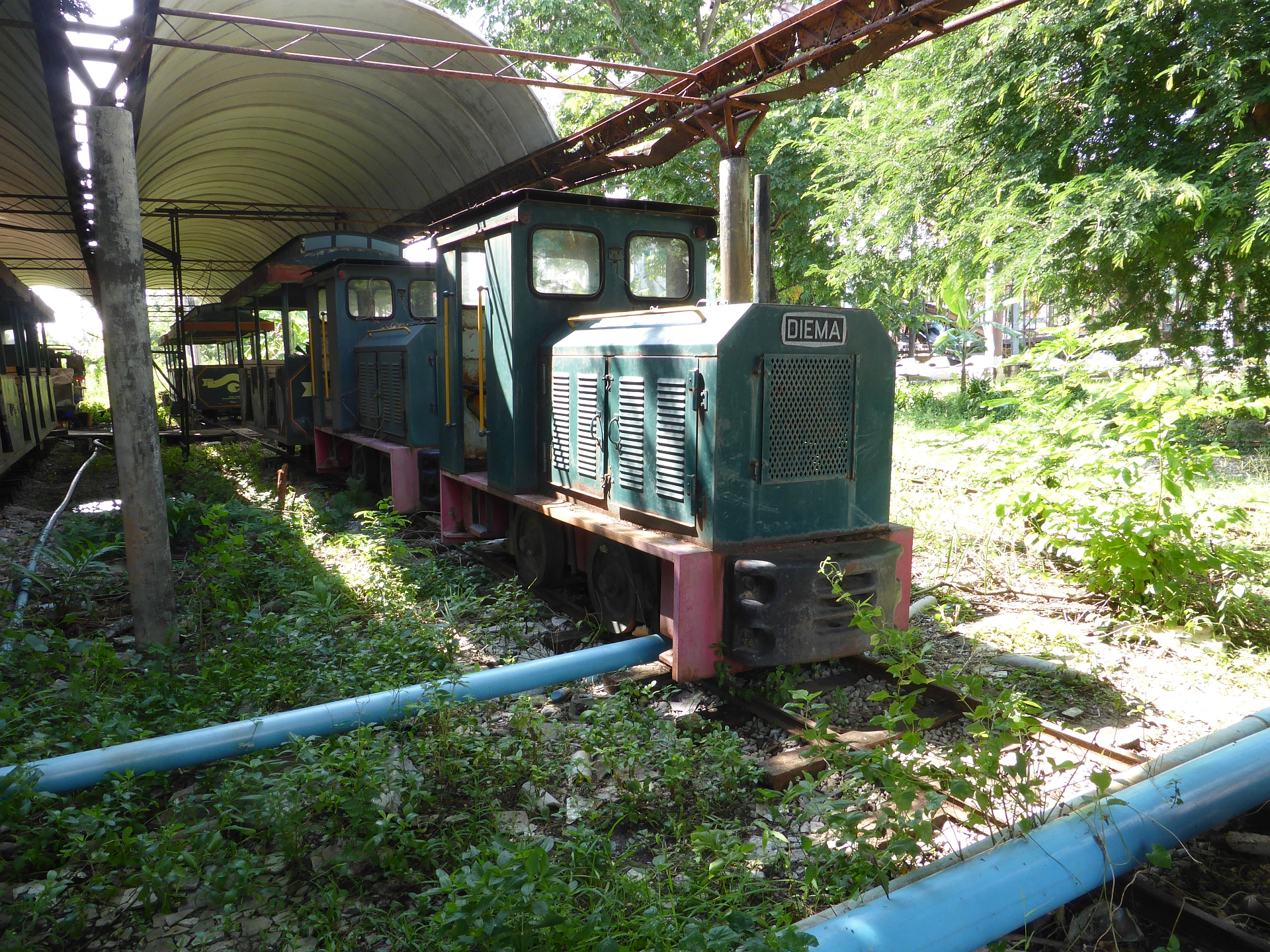
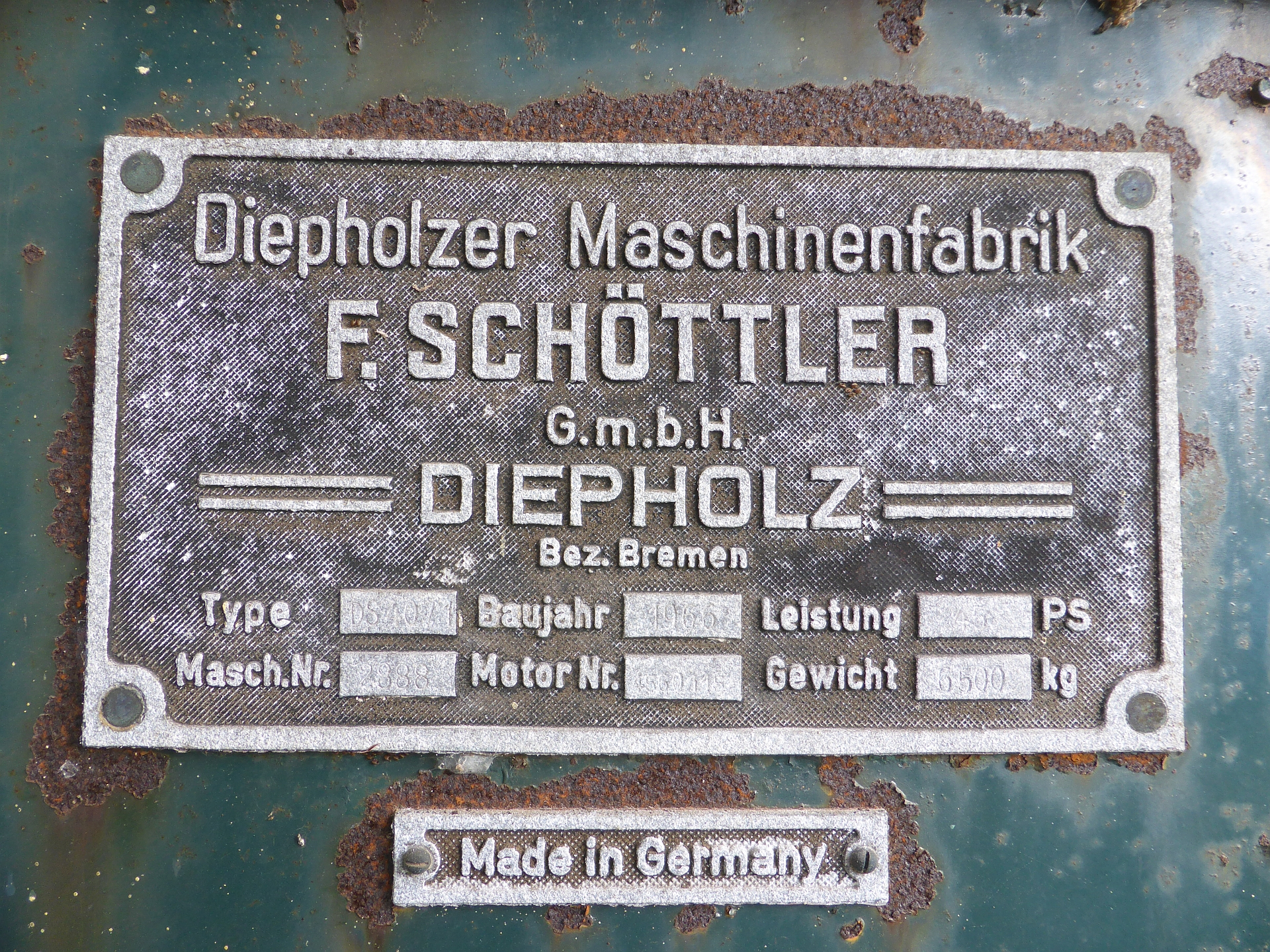
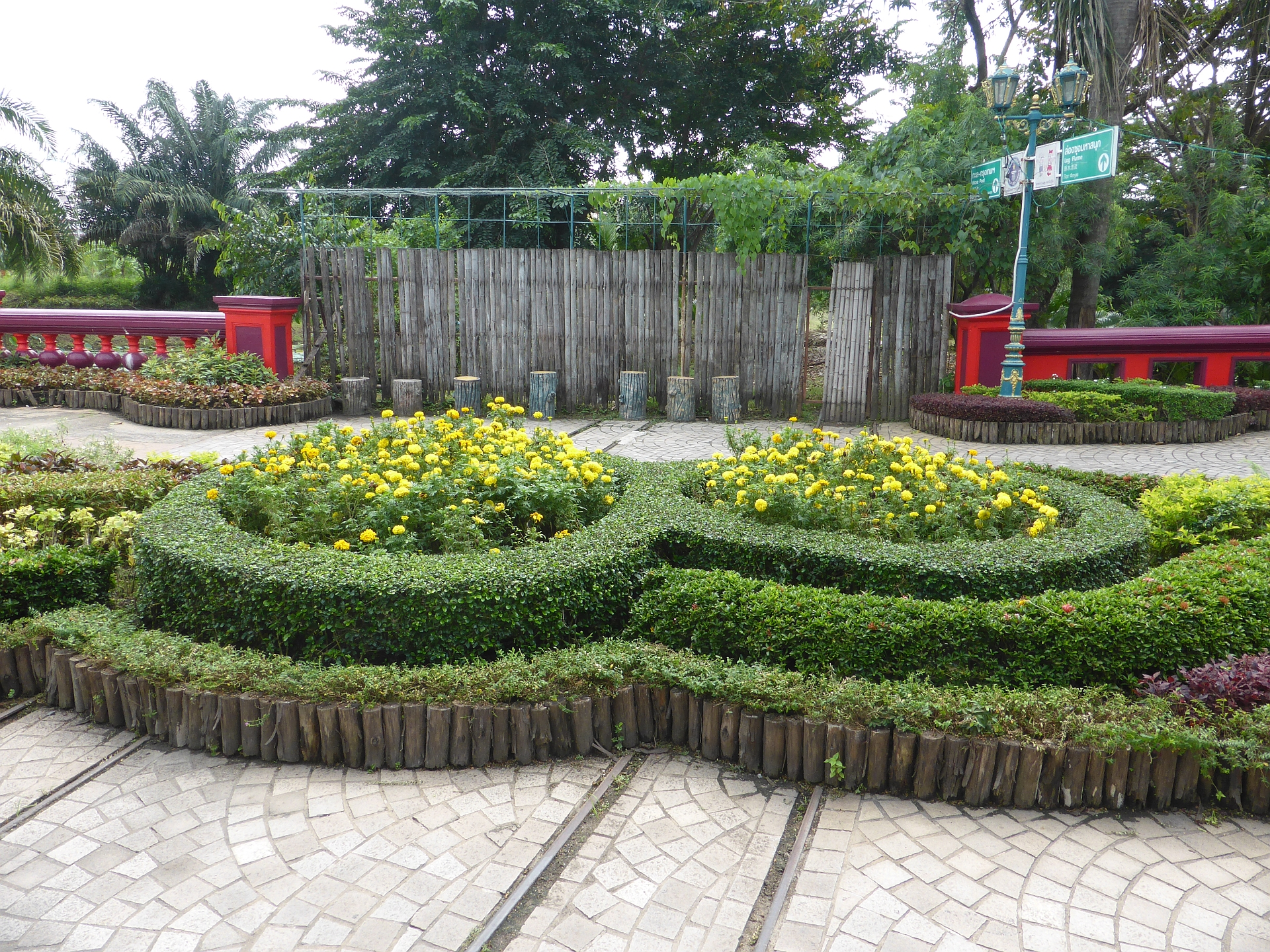

## Miniatureisenbahn beim Africa Adventure

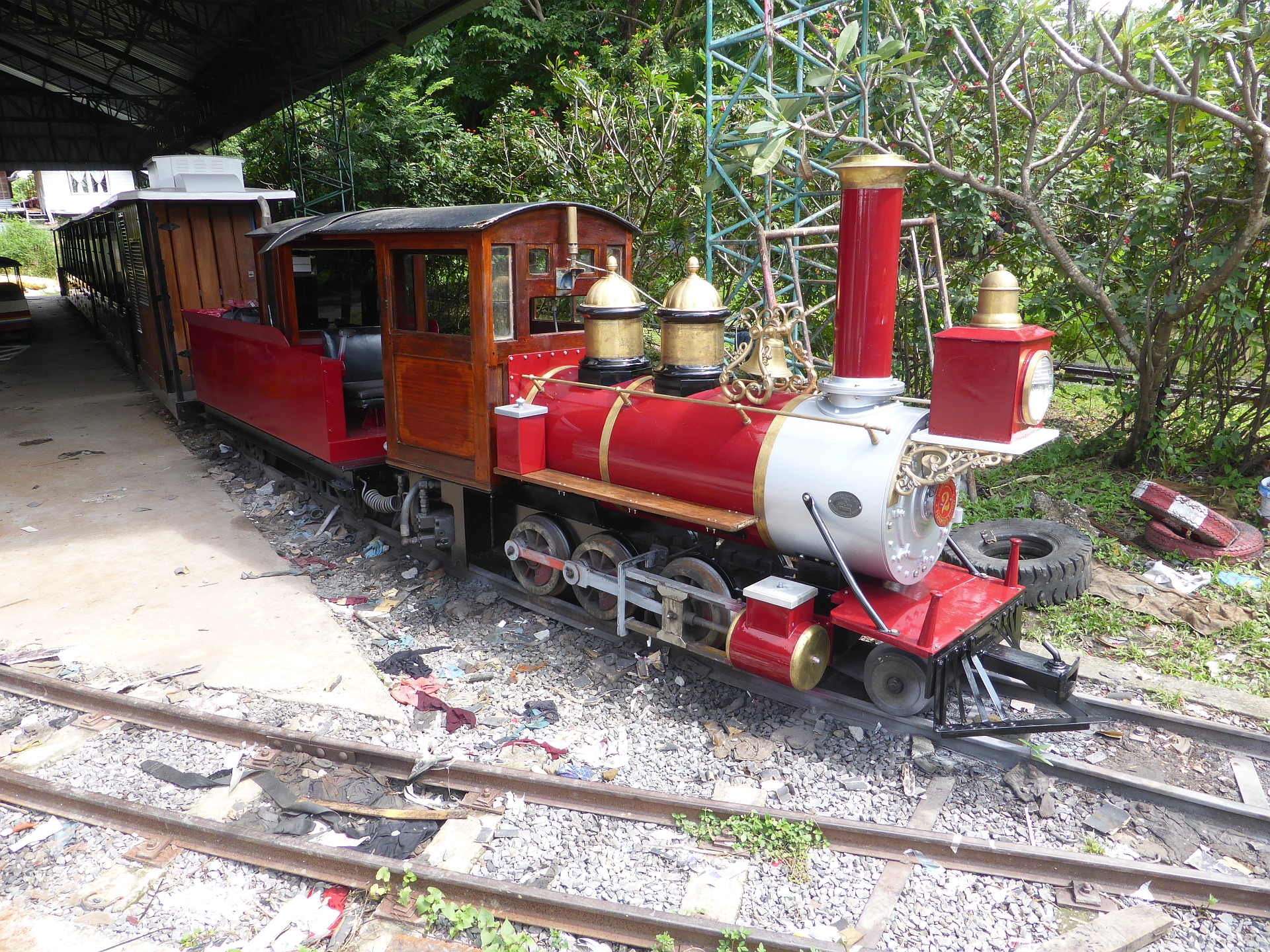
Miniatureisenbaehn beim Africa Adventure

Bei der Anlage der neuen Attraktion Africa Adventure im nordöstlichen Erweiterungsgelände des Parks wurde wieder eine – allerdings nur etwa 600 m lange – Miniaturbahn angelegt. Auf einer Insel sind Animationen afrikanischer Tiere und Landschaften installiert, diese umrundet man in einem Oval per Schiene oder Schiff. Die Lokomotiven des englischen Herstellers Severn Lamb aus Warwickshire sind nur Attrappen, ein handelsüblicher Verbrennungsmotor ist als Antrieb im Tender untergebracht.